# Mestre d'obres

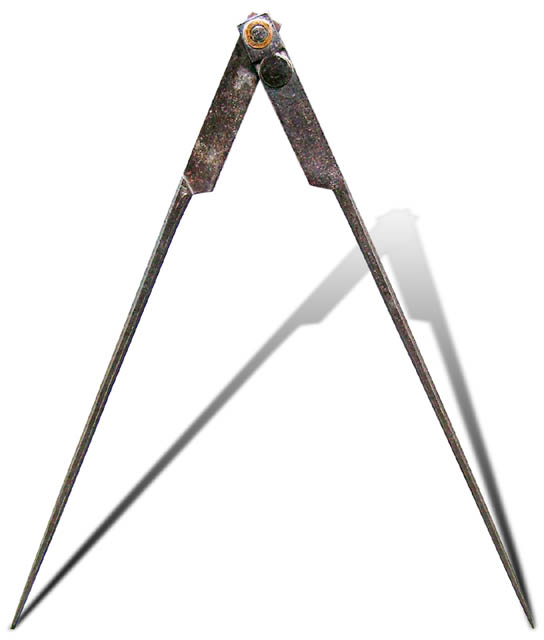
Mestre d'obres

L'ensenyament de Mestre d'obres s'inicià el 1850 a la Reial Acadèmia Catalana de Belles Arts de Sant Jordi arran d'una manca d'Arquitectes per a suplir la demanda constructiva de l'època. Finalitzà definitivament el 1871. Els professionals s'extinguiren als anys 30 del segle xx, deixant una gran quantitat de mostres de la seva arquitectura a l'Eixample de Barcelona.

## Mestres de cases, mestres d'obres en diferents èpoques
El terme mestre d'obres defineix tots aquells constructors i arquitectes. Els constructors d'esglésies i catedrals d'època medieval, s'anomenaven magister operis o magister domorum, és a dir, mestre d'obra o mestre de cases. Van sempre lligats a altres oficis com els fusters. "Fins a la fi de l'Antic Règim pertangueren a l'estament menestral. Al segle xvi els mestres de cases de Barcelona es constituïren independents i reberen privilegis de Carles V, de Felip II (1585) i de Felip III (1599); eren governats per tres cònsols. Esmentats per primer cop el 1415, reberen diferents ordinacions durant el segle xviii (1743, 1762, 1796)". Abans del segle xviii els arquitectes de càrrecs oficials eren anomenats Maestros Mayores del Reino. El 1787, apareix el títol de Mestre d'obres a l'Acadèmia de San Fernando de Madrid, deixant enrere l'aprenentatge de gremis, únics oficis existents des de l'Edat Mitjana. Els mestre d'obres guarda una estreta relació amb la professió d'aperelladors, que és la professió que avui s'anomena arquitectura tècnica.

## L'Ensenyament

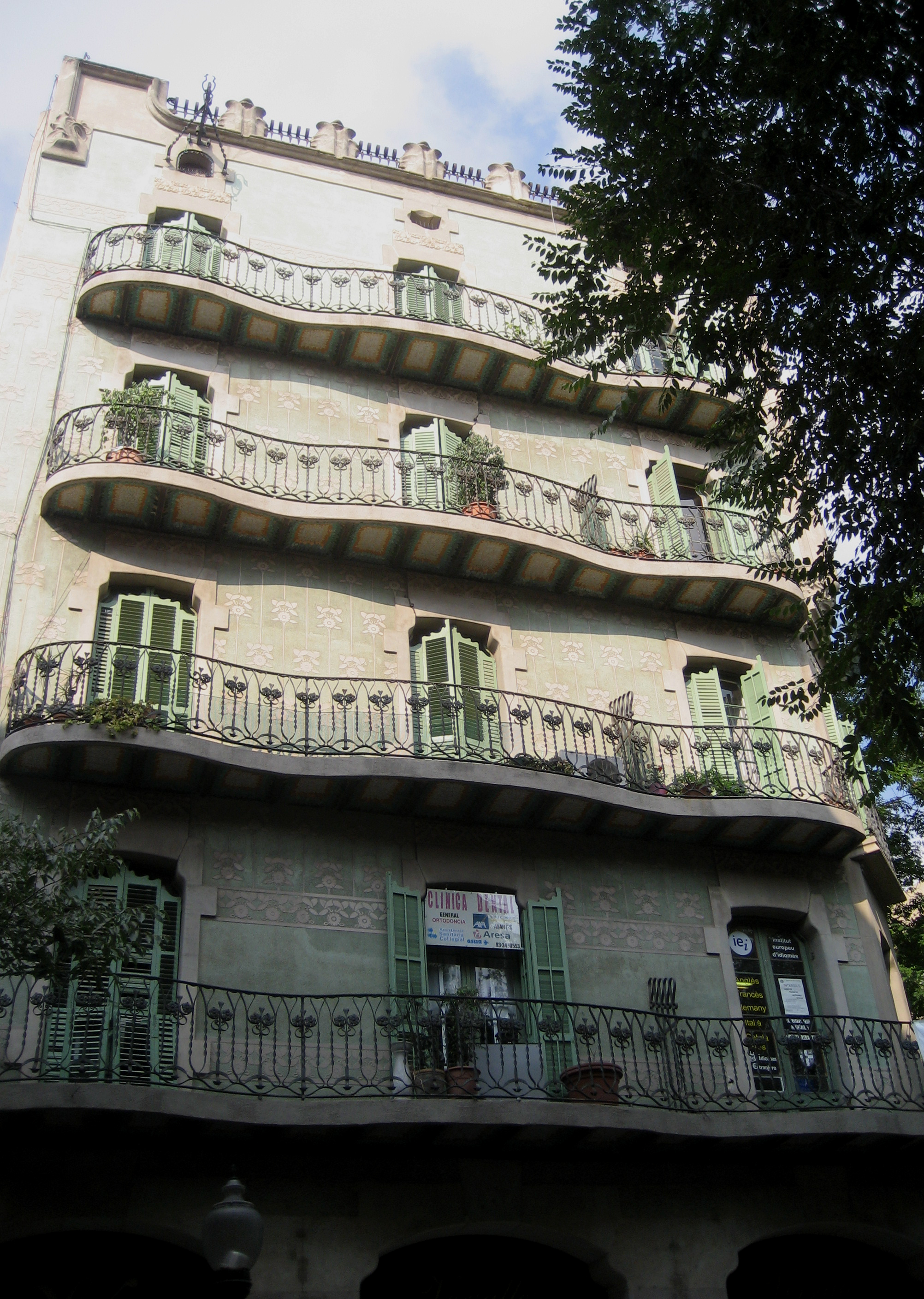
Joan Torras i Guardiola

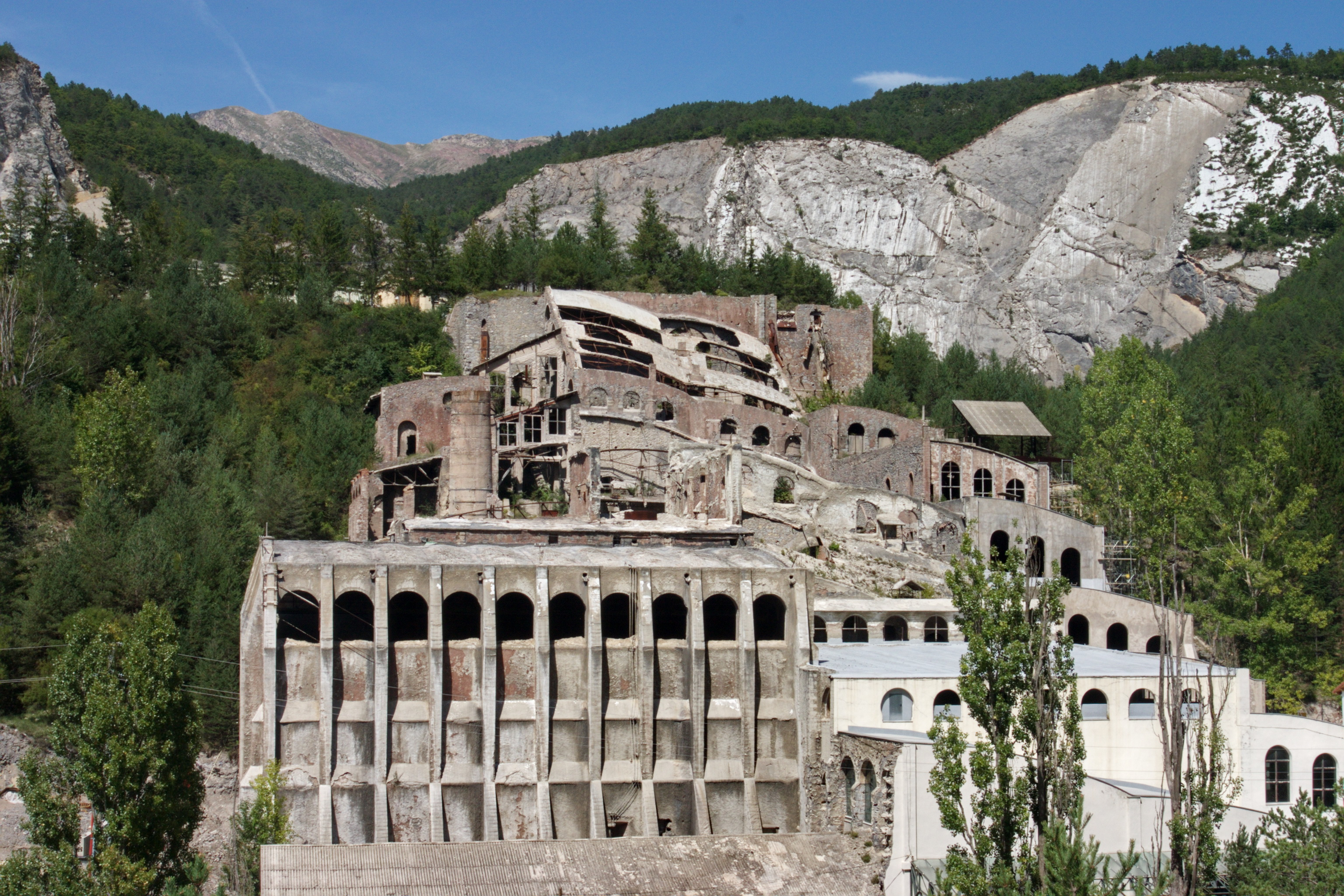
Rafael Guastavino i Moreno

L'ensenyament de mestre d'obres començà a Barcelona el 1850 quan el Real Decreto del 31 d'Octubre creava la Reial Acadèmia de Belles Arts Sant Jordi a l'Escola de nobles Arts de la Llotja, fundada el 1775 i patrocinada per la Junta Particular de Comercio. Anys abans, el 1817, s'havia creat una classe d'arquitectura a la LLotja, dirigida per Antoni Cellers i Azcona, aquest fou succeït per Josep Casademunt a la seva mort el 1835.
El 1855, la Ley Luxán, va eliminar els estudis de mestre d'obres, ja que al seu parer aquests s'havien creat per a cobrir una necessitat puntual de construir i la manca d'arquitectes. Als mestres d'obres els mancava l'estudi de l'art, que necessitaven els monuments. Però el títol d'Arquitecte només es podia obtenir a la Escuela Especial de Madrid. El 1858 es van tornar a reprendre les classes amb la Ley General de Instrucción Pública i l'Escola va passar a formar part de la Universitat que restablia l'ensenyament. La demanda d'una escola d'arquitectura a Barcelona, va fer que durant 1870 es posés en funcionament un incipient curs dirigit pels mateixos professors que l'ensenyament de mestre d'obres. L'any 1871, l'ensenyament de mestre d'obres es va extingir definitivament donant alguna possibilitat de recuperació als alumnes que estaven en curs. Aquest era el cas, entre d'altres, de Josep Graner i Prat que va obtenir el títol el 22 de juny de 1872 i que va sol·licitar un exmamen extraordinari a finals del 71, ja realitzat a la Escuela Politécnica provincial de Barcelona; l'últim títol es lliurà el 1873. El 1875 s'aprovà definitivament l'Escola d'Arquitectura de Barcelona que ja s'havia instal·lat a l'Edifici històric de la Universitat de Barcelona a l'Eixample, creat per l'arquitecte Elies Rogent.

### Estudis de Mestre d'obres a Barcelona
L'ensenyament de Mestre d'obres consistia en quatre anys de formació, i s'estudiaven les següents assignatures: topografia, geometria descriptiva, mecànica, materials de construcció, composició i part legal. Aquest ensenyament seguia la tradició neoclàssica. La nova burgesia optà per la renovació i per això nasqué l'Escola d'Arquitectura.

### Primers anys dels estudis d'arquitectura a Barcelona
Els estudis d'arquitectura a Barcelona, que s'iniciaren el 1875, es dividien en quatre anys. Amb un programa molt més extens que el que s'havia fet als estudis de mestre d'obres. S'aprenia esterotomia, resistència de materials, dibuix, història de l'arquitectura, aplicació de materials a la construcció, teoria de l'art arquitectònic, hidràulica i aplicacions, projectes, màquines i motors, tecnologia i arquitectura legal. Els professors de mestre d'obres van passar a l'ensenyament d'arquitectura. Entre d'altres cal destacar Elies Rogent i Joan Torras i Guardiola. Tot aquest aprenentatge faria els professionals més polivalents per a poder construir edificis i realitzar projectes de planejament urbà.

### Els Mestres d'Obres a Europa
En la major part de la resta d'Europa els mestres d'Obres van seguir desenvolupant-se i constituint el que ara són els enginyers civils o enginyers d'edificació. mentre que a Espanya la titulació de Mestre d'Obres va passar a anomenar-se aparellador (actualment Arquitectura Tècnica), tot i que amb una reducció considerable de les seves competències i atribucions, ja que el Mestre d'Obres projectava i amb el títol d'Aparellador van deixar de fer-ho.

## La Professió

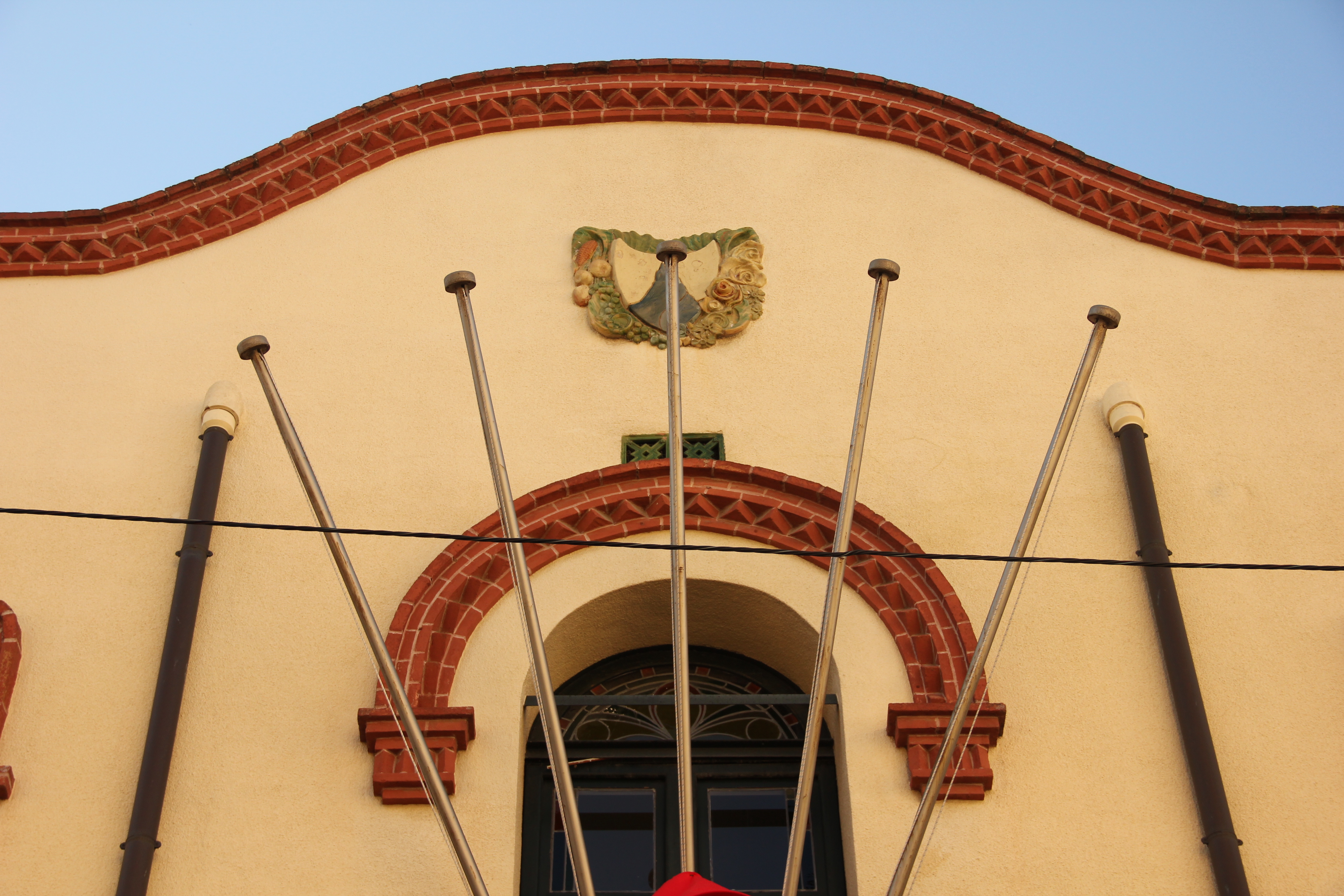
Josep Graner i Prat

Com a professionals, els mestres d'obres van treballar en tota mena d'encàrrecs sense tenir en compte les competències assignades. Tant arquitectes com mestres d'obres eren, en aquesta època, presents a l'Administració pública dels Ajuntaments i alhora feien projectes a la mateixa ciutat. Portaren a terme els plans urbanístics de les ciutats creixents i edificis públics necessaris causats pel gran augment de població. Van posar al dia les poblacions seguin les noves necessitats.
Els mestres d'obres incorporen les arts aplicades del Modernisme sense canviar ni l'estil ni les estructures clàssiques. Cal dir que moltes de les obres d'aquests autors són reformes i modificacions de façanes que combinen amb alguns projectes d'obra nova. Pretenen ennoblir i modernitzar les cases de l'Eixample burgesa, guanyant el carrer amb tribunes, balcons i amb les decoracions de coronament poder augmentar el nombre de pisos. A les poblacions estiuenques proliferen les cases-jardí. En definitiva, omplen Barcelona i el voltant de modernitat, color i dinamisme. Molts d'aquests mestres d'obres o arquitectes eren també promotors i constructors i molts models es van repetint per diferents façanes i remarquen la importància que tenien els promotors.

## Conflictes entre arquitectes i mestres d'obres

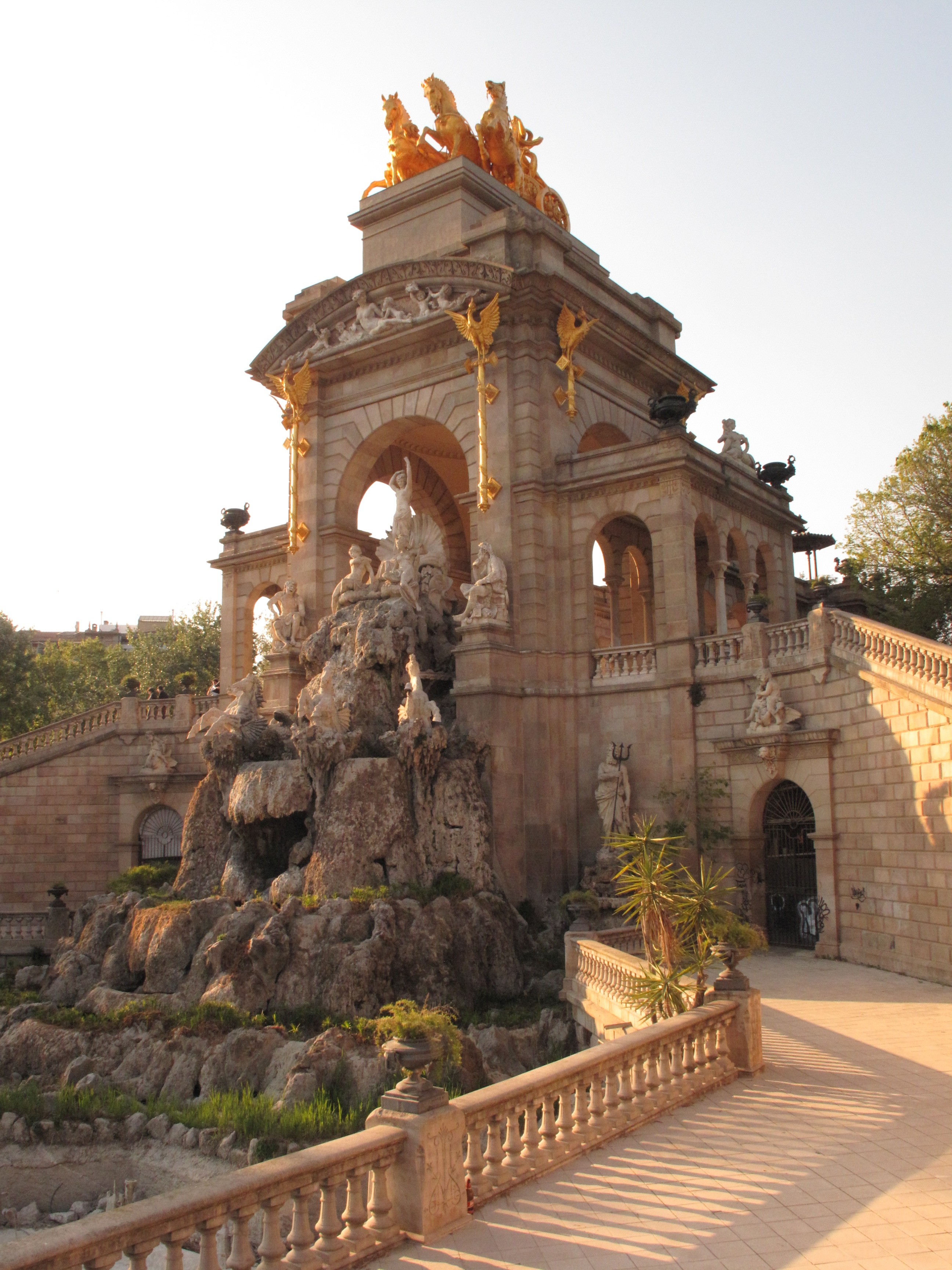
Josep Fontserè i Mestre

Les lluites entre arquitectes i mestres d'obres consistien en la separació de les competències entre ambdós col·lectius, que no era gens clara. Ja des de 1757, quan aparegué a la Reial Acadèmia de Sant Ferran de Madrid el títol d'arquitecte, hi hagué una forta competència amb els títols ja existents de mestre d'obres, d'enginyer militar, que eren professions molt aïllades i pel sistema gremial. Segons Segarra (1996:49), les reials cèdules de juny i setembre de 1828 aclarien el dret exclusiu dels arquitectes respecte als mestres d'obres així com les competències dels enginyers militars. Però la discussió s'allargà molts més anys, sobretot a les ciutats menors. Però en aquell moment el mestre d'obres era gremial i l'arquitecte gaudia d'un títol oficial. A part del títol de Mestre d'Obres, l'Acadèmia també regulava els ensenyaments d'Agrimensor, Aparejador i Director de caminos. Al programa de l'assignatura de "composició d'edificis" destaca la que es basa en edificios rurales y demás que los maestros de obras están autorizados a dirigir. A l'assignatura de "coneixements de materials" parla de la manipulación y empleo en las obras, construcción de todos géneros, aplicada a la canteria, carpinteria y obras de hierro. Per altra banda, "los maestros de obras pueden proyectar y dirigir todo edificio de propiedad particular y uso privado que no tenga carácter monumental y deben estar inhibidos de intervenir, como no sea en clase de segundos, en todo edificio que tenga carácter público". Els mestres d'obres tenien la competència en l'arquitectura privada, enfront de l'àmbit propi dels arquitectes de l'arquitectura pública o monumental. Però les disputes continuaven també amb els enginyers per la construcció de cases i els projectes d'urbanisme i entre mestres d'obres i arquitectes. Josep Fontserè i Mestre, mestre d'obres, construí la font del Parc de la Ciutadella, un monument que en principi era únicament competència dels arquitectes.